# Pisoniaanse samenzwering

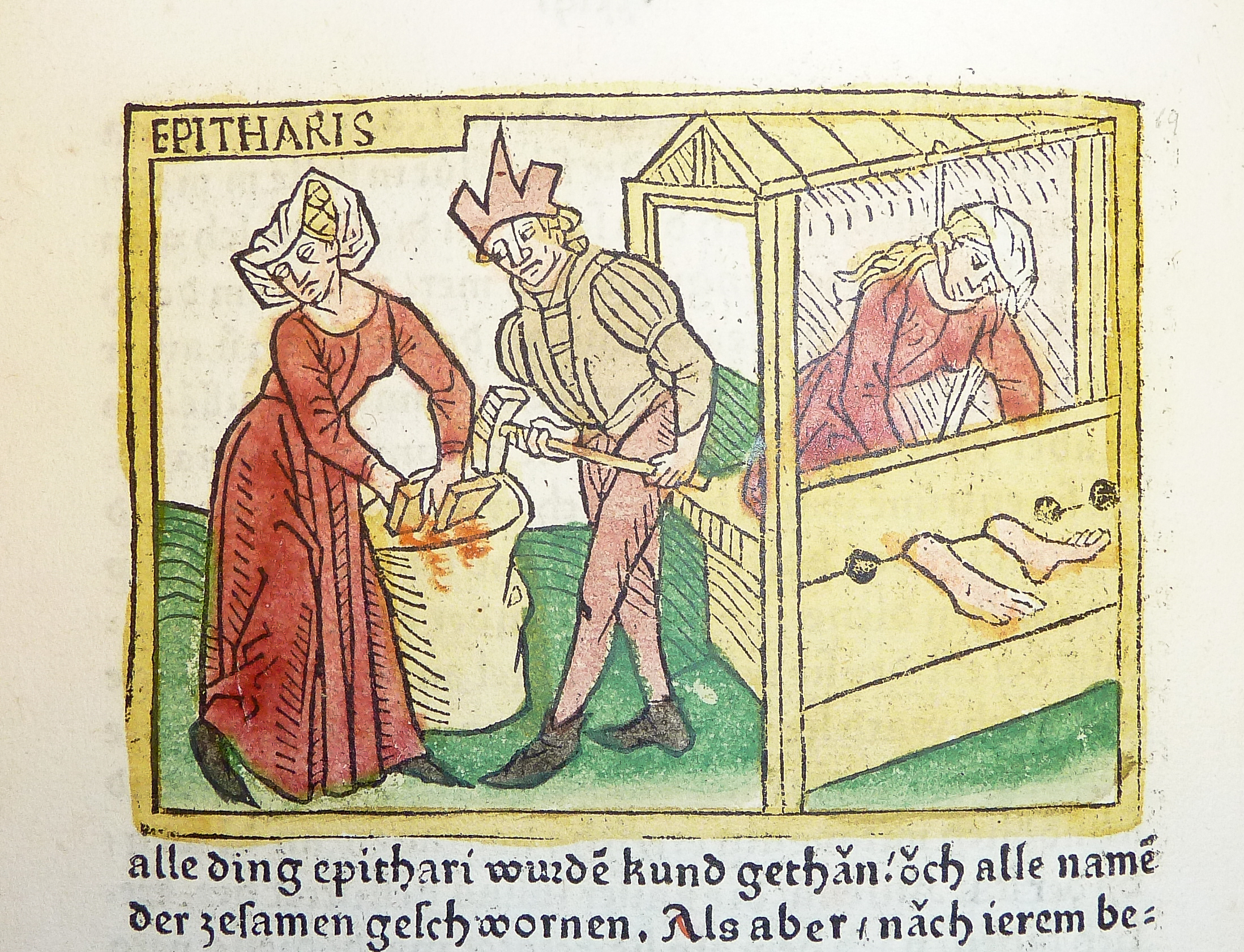
Foltering van Epicharis, een van de samenzweerders

De Pisoniaanse samenzwering vond plaats in het jaar 65 na Chr. en was een samenzwering tegen de Romeinse keizer Nero. Het initiële plan was om keizer Nero te vermoorden in de villa van Gaius Piso, wat hij weigerde.

## Context
Rond het jaar 62 schrok Nero er niet van terug om getrouwen uit zijn directe omgeving te vernederen of zelf uit de weg te ruimen, zoals zijn leermeester Lucius Annaeus Seneca en naaste medewerker Sextus Afranius Burrus. Zijn entourage begon schrik te krijgen voor hun eigen hachje en samenzweringen werden gesmeed. De bedoeling was om keizer Nero te vermoorden met een dolk tijdens de Ludi Ceriales in het Circus Maximus (Rome). De slijper van het mes, een zekere Milichus, een slaaf, verraadde het plan op voorwaarde voor het verkrijgen van de status libertus, wat gebeurde.
De Pisoniaanse samenzwering is voornamelijk gekend voor de terechtstelling en foltering nadien van veel hooggeplaatsten, zoals Gaius Piso, Seneca, Lucanus, Marcus Vestinus Atticus en vele anderen.